# Zeneu
Zeneu o Zenis (en llatí Zeneus o Zenis, en grec antic Ζηνεύς, Ζηνίς) fou un escriptor grec que va néixer a Quios.
Va escriure una obra sobre la seva illa natal, mencionada per Ateneu de Naucratis, que és l'únic autor que parla de Zeneu. Alguns erudits pensen que podria ser un error d'Ateneu i que en realitat es tractaria de Xenomedes de Quios, un historiador que també va escriure una història de l'illa.